# Will Schuester
Pour les articles homonymes, voir Schuester.
William (Will) Schuester est un personnage de fiction de la série télévisée américaine Glee, interprété par Matthew Morrison et doublé en français par Xavier Fagnon.
Will Schuester est professeur d'espagnol au lycée William McKinley. Il prend la direction du Glee Club après le renvoi de l'ancien dirigeant, Sandy Ryerson. Sa femme, Terri Delmonico, et lui souhaitent avoir un enfant. Cette dernière fait une grossesse nerveuse (saison 1) et ment à son mari, par peur de le perdre. Quand Will découvre la supercherie, il quitte sa femme. Après plusieurs aventures, Will comprend que celle qu'il aime est Emma Pillsbury et il la demande en mariage dans la saison 3 avec l'aide des New Directions.

## Saison 1
Après avoir appris que Sandy Ryerson (Stephen Tobolowsky) est congédié pour attouchements sur mineurs, Will Schuester se porte volontaire pour reprendre le Glee Club, espérant lui redonner son ancienne gloire. Will est marié à sa petite amie de lycée, Terri Delmonico, qui ne supporte pas son dévouement à la chorale. Lorsque Terri lui annonce qu'elle est enceinte, elle cherche à le faire démissionner en tant que professeur pour prendre un emploi mieux rémunéré comme comptable. Will est prêt à le faire, mais après un rendez-vous avec la conseillère d'orientation, Emma Pillsbury, il change d'avis après avoir revu la vidéo de la compétition nationale de 1993, où il avait gagné. Il se souvient de la joie éprouvée à ce moment-là, et décide de rester à l'école. Le principal Figgins lui permet de le faire, mais prévient que le club ferme s'il ne parvient pas à gagner les régionales. Will se rapproche d'Emma, qui est amoureuse de lui. Leur flirt s'arrête car Terri est censée être enceinte et Emma se fiance avec Ken Tanaka, l'entraîneur de l'équipe de football.
Will n'écoute pas les propositions des chorégraphies du Glee Club. Dans l'épisode Le talent n'a pas d'âge (épisode 1x5), après que Rachel Berry ait temporairement quitté le Glee Club, Will recrute son ancienne camarade de classe, April Rhodes. Cependant, elle est alcoolique et se révèle avoir une mauvaise influence sur les élèves. Dans Minorité report (épisode 1x7), l'entraîneur des cheerleaders, Sue Sylvester, est faite co-directrice du club et répartit les élèves, mais quand leurs combats mènent les enfants à marcher dans le dégoût, Sue est suspendue. Dans l'épisode Promotion matelas (épisode 1x12), Will découvre la fausse grossesse de Terri quand il découvre son faux-ventre dans un tiroir. Il reste toutefois indécis sur la décision de mettre fin à leur mariage. Il rend involontairement le Glee Club inéligible pour participer aux Communales, car il a dormi sur un matelas que les New Directions avaient reçu en guise de récompense pour une pub pour les matelas. Emma décide de reporter son mariage avec Ken Tanaka de plusieurs heures pour accompagner la chorale aux Communales à la place de Will, et le Glee Club gagne. Ken met fin à leur engagements et annule le mariage à cause de cela, et après que Will a officiellement terminé sa relation avec Terri, Will embrasse Emma.
Dans Fuis-moi, je te suis... (épisode 1x14), Will et Emma démarrent une relation amoureuse, mais celle-ci ne dure qu'un temps. Emma lui demande de prendre du temps pour lui, pour découvrir qui il est. Dans le dernier épisode Rhapsodie (épisode 1x22), le Glee Club arrive en dernier lors du concours régional. Les New Directions, le cœur brisé à la pensée que le Glee Club soit terminé, chantent "To Sir With Love" et remercie Will pour tout ce qu'il fait. Sue, qui les surprend, fait encore du chantage au Principal Figgins et permet au Glee Club de rester pour l'année prochaine. Will admet enfin qu'il a toujours été amoureux d'Emma et l'embrasse, mais elle lui dit qu'elle a commencé à sortir avec son dentiste, Carl Howell (John Stamos).

### Solo
- Leaving on a Jet Plane (Peter, Paul and Mary)
- Bust a Move (Young MC)  avec les New Directions
- Thong Song (Sisqó)
- Don't Stand So Close to Me/Young Girl (The Police/Gary Puckett & The Union Gap)
- Hello Again (Neil Diamond)
- What It Feels Like for a Girl (Madonna)  avec les New Directions (hommes)
- Ice Ice Baby (Vanilla Ice)  avec les New Directions
- Tell Me Something Good (Rufus and Chaka Khan)

### Duo/trio/quatuor
- Gold Digger (Kanye West feat Jamie Foxx)  avec Artie Abrams,Mercedes Jones et les New Directions (choristes)
- Alone (Heart)  avec April Rhodes
- Sing, Sing, Sing (With a Swing) (Louis Prima)  avec Sue Sylvester
- Like a Virgin (Madonna)  avec Emma Pillsbury
- Endless Love (Lionel Richie et Diana Ross)  avec Rachel Berry
- Fire (Bruce Springsteen)  avec April Rhodes
- One Less Bell to Answer/A House Is Not a Home (Barbra Streisand)  avec April Rhodes
- Piano Man (Billy Joel)  avec Bryan Ryan
- Dream On (Aerosmith)  avec Bryan Ryan
- Over the Rainbow (Israel Kamakawiwoʻole)  avec Noah Puckerman

## Saison 2
Dans le premier épisode, Shannon Beiste (Dot-Marie Jones) est la nouvelle entraîneuse de l'équipe de football et les budgets sont réduits pour le Glee Club et les cheerleaders en faveur du football. Bien qu'il conspire tout d'abord contre l'entraîneur Beiste avec Sue Sylvester à cause des restrictions budgétaires, Will se lie d'amitié avec elle. Dans l'épisode Toxic, Will essaye d'impressionner Emma Pillsbury en achetant une nouvelle voiture semblable à celle de son petit ami, Carl Howell, et en rejoignant le Glee Club dans une performance racée de Toxic. À la fin de l'épisode, il rend la voiture, réalisant qu'il devrait être lui-même.
Plus tard, lorsque Emma mentionne le fait que le Rocky Horror Picture Show est sa pièce préférée, à elle et Carl, Will décide de le faire faire au Glee Club, et recrute Emma pour l'aider. Toutefois, lorsque Carl est impliqué et a un rôle, Will se joint à la production de lui-même. Carl finit par accuser Will de tenter de reprendre Emma et Will dément. Dans Chantons sous la pluie, Will contracte un cas sévère de la grippe et il est trop malade pour travailler. Son ex-femme Terri Delmonico vient prendre soin de lui, et ils finissent par dormir ensemble. Sue est nommée principale  et nomme le remplaçant de Will, Holly Holliday. Lorsque Holly rend visite pour lui demander quelques conseils, Terri le découvre et croit le pire. Will raconte à Terri qu'il n'a pas couché avec elle pendant qu'il est malade, et que leur divorce est levé. Will est rétabli par Sue. Il apprend par la suite que Emma et Carl se sont impulsivement mariés pendant leurs voyage à Las Vegas. Il est bouleversé. Il est toujours amoureux d'elle, et durant une soirée bien arrosée un mois plus tard, il boit et laisse à Emma un message très suggestif sur le répondeur. Malheureusement, il s'est trompé de numéro et il a composé celui-ci de Sue, et Sue diffuse le message sur le système de l'école de sonorisation. Will décide de ne plus boire, et obtient la même chose du Glee Club, qui vient d'achever une assemblée scolaire par des vomissements au cours de la chanson Tik Tok de Ke$ha dans l'épisode Bonjour ivresse.
Les New Directions sont à égalité avec les Warblers de la Dalton Academy aux Communales. Avec le Glee Club de l'équipe de football et les non-membres à l'encontre de la chorale, l'équipe semble vouée à un échec lors du match du Championnat, donc Will et le Coach Beiste acceptent que tous les joueurs de foot rejoignent le Glee Club pendant 1 semaine. Lorsque Sue tire ses cheerleaders du jeu, l'équipe de foot et le Glee Club travaillent finalement ensemble pour réaliser le spectacle de la mi-temps, et l'équipe remporte le championnat. Les cheerleaders de Sue perdent les régionales. Elle est incapable de ramener le Glee Club vers le bas de l'intérieur, alors elle s'arrange pour devenir l'entraîneur des Oral Intensity, en espérant vaincre les New Directions aux Régionales, mais le Glee Club gagne.
Holly retourne à William McKinley comme professeur d'éducation sexuelle, et commence à sortir avec Will. À la demande de Carl, Holly accepte de donner des conseils à Carl et Emma comme ils sont en difficulté : Emma est encore vierge après quatre mois de mariage. Elle admet qu'elle a encore des sentiments pour Will. Carl déménage, et demande à Emma une annulation de leur mariage. Le stress fait empirer les TOC d'Emma, et Will la pousse à se faire soigner, ce qu'elle fait, et son état commence à s'améliorer. April Rhodes revient alors et demande de l'aide à Will : sa première tentative à un spectacle de Broadway est un flop, et elle veut monter un spectacle basé sur son histoire de vie intitulé "CrossRhodes". Elle lui demande instamment d'être sur scène, et Emma lui dit qu'il devrait essayer. Il décide de le faire : il sera tout de même à New York pour la compétition du Glee Club. Pour éviter de perturber le Glee Club, il ne leur dit rien. Emma l'aide à déménager. À New York, il quitte le Glee Club sans chaperon, alors qu'il va au théâtre de Broadway, où April est montée, et chante Still Got Tonight de la scène. Lorsque le nouvel entraîneur de Vocal Adrenaline, Dustin Goolsby (Cheyenne Jackson), tente de secouer les New Directions en leur parlant des débuts de Will à Broadway, il réalise qu'il veut continuer à enseigner tout en étant sur Broadway. Les New Directions sont douzième sur cinquante équipes, et Will retourne avec eux dans l'Ohio.

### Solo ou solo avec les New Directions ou autres
- Sailing (Christopher Cross)
- Make 'Em Laugh (Donald O'Connor)
- Sway (Michael Bublé)
- Still Got Tonight (Matthew Morrison)

### Duo/trio/quatuor et + ou duo/trio/quatuor et + avec les New Directions ou autres
- Toxic (Britney Spears)  Rachel Berry,Brittany S.Pierce et les New Directions (choristes)
- Singin' in the Rain/Umbrella (Gene Kelly/Rihanna feat Jay-Z)  avec Artie Abrams,Holly Holliday et les New Directions (choristes)
- This Little Light of Mine (Harry Dixon Loes)  avec Sue Sylvester et les patients de la clinique
- One Bourbon, One Scotch, One Beer (Amos Milburn,George Thorogood (reprise)  avec Shannon Beiste
- Kiss (Prince)  avec Holly Holliday
- Nice to Meet You, Have I slept with you ? (Glee)  avec April Rhodes

## Saison 3
Emma Pillsbury et lui vivent ensemble et vivent le parfait grand amour. Will parvient à diminuer les TOC d'Emma. Plusieurs membres des New Directions sont partis et leur campagne de recrutement s'avère désastreuse. Il rencontre les parents d'Emma et comprend pourquoi Emma a honte d'eux : ils sont racistes et n'aime que les roux et encouragent les TOC d'Emma. Will les reprend et les parents d'Emma sont choqués de la façon dont il les a remis à leurs places et s'en vont. Le Glee Club rejette à contrecœur Sugar Motta (Vanessa Lengies) après une audition vraiment désastreuse. Sugar, ayant été rejeté par le Glee Club, demande à son père de faire un don pour le lycée William McKinley afin de financer une seconde chorale avec pour directeur de cette chorale Shelby Corcoran (l'ancien coach des Vocal Adrealine et la mère biologique de Rachel Berry). Mercedes Jones, Santana Lopez, Brittany S.Pierce s'en vont des New Directions pour aller à celui de Shelby Corcoran car les solos sont toujours pour Rachel, mais reviennent dans l'épisode Extraordinary Merry Christmas. 
Sue Sylvester va au Congrès et se présente comme candidate au Congrès pour couper les financements pour les programmes artistiques scolaires. Will tente d'arrêter le projet de Sue mais échoue et améliore la place de Sue dans les sondages. Elle parvient à éliminer le budget musical, mais Burt Hummel (Mike O'Malley) prend des dispositions pour le financement de ses collègues hommes d'affaires, et à cause de ce que les arts et de ce que le Glee Club et Will en particulier, ont fait pour son fils, Kurt Hummel, il décide de se présenter contre Sue.
La rivalité entre les deux clubs continuent jusqu'au Communales, bien que Rachel ait été suspendue de l'école et ne puisse pas participer les New Directions gagnent les Communales. Shelby démissionne et son club se dissout, Mercedes Jones, Santana Lopez, Sugar Motta, Brittany S.Pierce reviennent chez les New Directions.
Will demande Emma en mariage dans l'épisode Oui / Non, après qu'elle laisse échapper qu'elle veut se marier avec lui, et recrute le Glee Club pour l'aider à sélectionner et interpréter la chanson parfaite comme une partie de ladite proposition. Il demande à Finn Hudson d'être son témoin au mariage, et Finn est d'accord, mais quand il demande aux parents d'Emma leur bénédiction, ils refusent. Il va de l'avant de toute façon, et après une performance spectaculaire, il demande à Emma de l'épouser, et elle accepte.
Après un poste permanent, il devient professeur d'histoire. Dans le même temps, son propre emploi comme professeur d'espagnol est instable quand Santana se plaint de son style d'enseignement et il le donne finalement à David Martinez (Ricky Martin) et Emma devient titulaire (battant Sue).

### Solo ou solo avec les New Directions ou autres
- A Little Less Conversation (Elvis Presley)
- Forever Young (Rod Stewart)

### Duo/trio/quatuor et + ou duo/trio/quatuor et + avec les New Directions ou autres
- It's All Over (Dreamgirls)  avec Mike Chang, Finn Hudson, Kurt Hummel, Mercedes Jones, Santana Lopez et Noah Puckerman
- Fix You (Coldplay)  avec Artie Abrams et les New Directions (choristes)
- Yoü and I / Just You and I (Lady Gaga / Eddie Rabbitt)  avec Shelby Corcoran
- Christmas Eve With You (New Directions)  avec Emma Pillsbury
- Night Fever (Bee Gees)  avec Blaine Anderson, Joe Hart, Sue Sylvester et les New Directions (choristes)